# Jemeljan Sofronowitsch Bassow
Jemeljan Sofronowitsch Bassow (russisch Емельян Софронович Басов; * 1705; † 1765) war ein russischer Forschungsreisender.

## Leben
Bassow war ein Kosak in Sibirien. 1733 wurde er zum Sergeanten befördert und in das Kosaken-Kommando des Ochotsker Hafens geschickt, das in Kamtschatka die von den Kamtschadalen als Steuer abzuliefernden Kronenzobel einsammelte. Bald kam er als Begleiter eines Kronenzobel-Transports zum Sibirien-Amt nach Moskau. Im Sibirien-Amt bat er um die Genehmigung für Seefahrten zum Auffinden neuer Länder, die er erhielt. In Irkutsk erhielt Bassow nach Ausweis des Staatskostenbuchs Geschenke für Inselbewohner, Gewehre und Schießpulver für eine Expedition. Jedoch verbot ihm der neue Hafenkommandant de Vieira, Schwiegersohn Fürst Alexander Menschikows, auf Staatskosten ein Schiff zu bauen.
Erst im Herbst 1742 konnte Bassow als Begleiter des Verbannten Fürst Alexander Dolgorukow wieder nach Kamtschatka kommen. Im Ostrog Bolscherezk an der Westküste Kamtschatkas traf Bassow Martin Spangberg, der zu den Leitern der Zweiten Kamtschatka-Expedition unter dem Kommando Vitus Berings gehörte. Spangberg überließ Bassow eine staatliche Baidarka für eine Fahrt mit seinem Bruder zu den Kurilen. Doch dann rief Spangberg ihn ohne Angabe von Gründen zurück und entzog ihm die Baidarka.
Vitus Bering hatte 1741 Alaska erreicht und war dann auf der Rückfahrt im Sturm an der Awatscha-Insel gestrandet, die später in Beringinsel umbenannt wurde. Bering starb dort während der Überwinterung im Dezember 1741 mit einem Teil der Mannschaft. Die Überlebenden erreichten im Spätsommer 1742 Kamtschatka und berichteten vom Pelzreichtum auf der Awatscha-Insel. Bassow ging nun nach Nischnekamtschatsk am Unterlauf der Kamtschatka und entwickelte Pläne für Fahrten zu den Inseln vor Alaska.
Mit dem Moskauer Kaufmann Serebrjannikow fuhr Bassow 1743 zur Awatscha-Insel, um die Insel im Hinblick auf Handel und Gewerbe zu erforschen. Nach der Überwinterung kehrten sie 1744 erfolgreich nach Kamtschatka zurück.
In den Jahren 1744–1747 führte Bassow zusammen mit dem Irkutsker Kaufmann Trapesnikow Seefahrten zu den Inseln vor Alaska durch. Seinem Beispiel folgten  dann Afanassi Bachow und immer mehr Sibirier und entdeckten so alle Aleuten-Inseln.
Die späteren Unternehmungen Bassows waren weniger erfolgreich. Schließlich wurde Bassow wegen gefälschter Kupfermünzen verhaftet und nach Irkutsk geschickt. Nach siebenjähriger Untersuchung wurde er 1762 verurteilt und ins Nertschinsker Bergwerk geschickt.
Nach Bassow und seinem Schiff Petr wurden zwei Buchten der Insel Medny benannt.